# Pomaro Monferrato
Pomaro Monferrato är en ort och kommun i provinsen Alessandria i regionen Piemonte i Italien. Kommunen hade 355 invånare (2018).